# Spanische Badmintonmeisterschaft 2002
Die Spanische Badmintonmeisterschaft 2002 fand in Santa Eulària des Riu statt. Es war die 21. Austragung der nationalen Titelkämpfe von Spanien im Badminton.

## Titelträger
| Disziplin    | Sieger                            |
| ------------ | --------------------------------- |
| Herreneinzel | José Antonio Crespo               |
| Dameneinzel  | Dolores Marco                     |
| Herrendoppel | José Antonio Crespo Sergio Llopis |
| Damendoppel  | Dolores Marco Ana Ferrer          |
| Mixed        | José Antonio Crespo Dolores Marco |